# Glasserton Parish Church

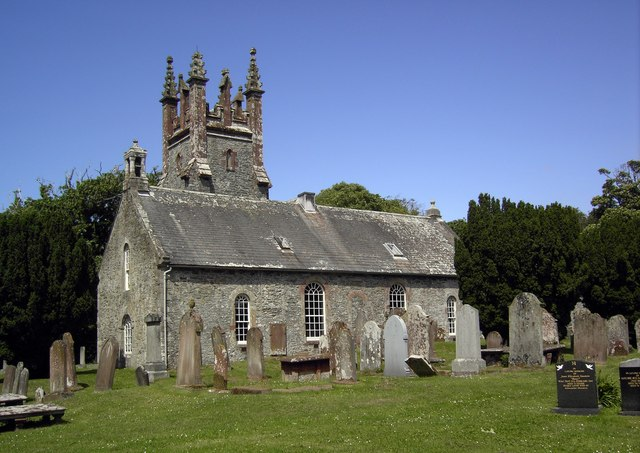
Glasserton Parish Church

Die Glasserton Parish Church ist ein Kirchengebäude der presbyterianischen Church of Scotland nahe der schottischen Ortschaft Whithorn in der Council Area Dumfries and Galloway. 1972 wurde das Bauwerk in die schottischen Denkmallisten in der höchsten Denkmalkategorie A aufgenommen.

## Geschichte
Auf das 10. Jahrhundert datierte Kreuzfunde deuten auf eine frühe christliche Nutzung des Standortes der Glasserton Parish Church hin. Die ältesten Fragmente des heutigen Gebäudes stammen aus dem 17. Jahrhundert. Im Wesentlichen handelt es sich jedoch um einen Neubau aus dem Jahre 1732. 1836 wurde der Glockenturm hinzugefügt und das Gebäude erweitert, woraus der heutige T-förmige Grundriss resultiert. Der am westseitigen Giebel aufsitzende Dachreiter mit offenem Geläut stammt aus dem 17. Jahrhundert. Er wurde im frühen 19. Jahrhundert von der Church of Kirkmaiden an diesen Standort versetzt.

## Beschreibung
Die Kirche liegt weitgehend isoliert rund drei Kilometer südwestlich von Whithorn. Das Mauerwerk besteht aus Bruchstein mit Natursteineinfassungen aus Sandstein. An der Nordseite tritt der dreistöckige Glockenturm hervor. Dort befindet sich das spitzbögige, profilierte Eingangsportal. Der Turm ist mit Lanzettfenstern gestaltet und schließt mit einer Zinnenbewehrung ab. Strebepfeiler an den Kanten tragen quadratische, mit Fialen abschließende Türmchen.
In die vier Achsen weite Südfassade sind Rundbogenfenster eingelassen, wobei die flankierenden Fenster kleiner dimensioniert sind als die inneren. Ein ehemaliges mittiges Rundportal wurde zwischenzeitlich mit Mauerwerk verschlossen. Längliche Fenster im Obergeschoss dienten vermutlich einst der Beleuchtung der Galerie. Auch sie wurden zwischenzeitlich verschlossen. Die östlichen und westlichen Giebelseiten sind mit jeweils zwei Rundbogenfenstern gestaltet. Das Gebäude schließt mit einem schiefergedeckten Satteldach.